# Giovanni Luigi Mingarelli
Giovanni Luigi Mingarelli (Grizzana, 22 février 1722 - Bologne, 10 mars 1793) est un bibliographe italien.

## Biographie
Giovanni Luigi Mingarelli naquit à Bologne en 1722. Il entra dans la congrégation des chanoines réguliers de St-Sauveur et en remplit successivement les premiers emplois. Ses talents l’ayant fait connaître, il fut appelé à Rome et chargé d’enseigner la littérature grecque au collège de la Sapience ; il employa ses loisirs à visiter les principales bibliothèques et il en tira des ouvrages importants, dont la publication lui fit beaucoup d’honneur aux yeux des personnes en état d’apprécier les difficultés de ce genre de travail. L’étude et ses devoirs partagèrent sa vie. Il mourut à Rome en 1793 dans de grands sentiments de piété.

## Œuvres
On lui doit comme éditeur : les commentaires (Annotationes litterales in Psalmos) du P. Marco Marini, Bologne 1748-50 ; il y a ajouté des explications nouvelles sur les psaumes qui font partie de la liturgie romaine, et une Vie de l’auteur, dont Tiraboschi loue l’exactitude. — Veterum Patrum latinorum opuscula nunquam antehac edita, Bologne, 1751. Ces opuscules sont précédés de notices par l’éditeur et suivis de remarques pleines d’érudition, dont plusieurs appartiennent au P. Giovanni Grisostomo Trombelli. — Anecdotorum fasciculus, sive S. Paulini Nolani, Anonymi scriptoris, Alani magni ac Theophylacti opuscula aliquot, nunc primum edita, etc., Rome, 1766, gr. in-4° ; — Epistola IV° sæculo conficta et a Basilio Magno sæpius commemorata, etc., insérée dans la Nuova raccolta Calogerana, t. 33. On a en outre du P. Mingarelli : 1° Sopra un’opera inedita d’un antico teologo, Lettera, etc., Venise, 1763, in-12, et dans la Raccolta Calogerana, t. 11. L’ouvrage dont il s’agit est un traité sur la Trinité, que Mingarelli croit du 11e siècle. On trouve l’analyse de sa dissertation dans le Journal de Bouillon, janvier 1766 ; 2° Græci codices manuscripti apud Nanios patricios Venetos asservati, Bologne, 1784, in-4° ; 3° Ægyptiorum codicum reliquiæ Venetiis in Bibliotheca Naniana asservatæ, ibid., 1785, 2 part., in-4°. Ces catalogues sont estimés et recherchés des savants.